# Daniel Lacambre
Daniel Lacambre est un directeur de la photographie et réalisateur français.

## Biographie
Connu surtout pour son activité de directeur de la photographie - notamment en raison de son travail aux USA pour Roger Corman au cours des années 1970 et 1980 -, Daniel Lacambre a réalisé un long métrage, Le Secret de Sarah Tombelaine, film fantastique tourné en partie au Mont-Saint-Michel et sorti en 1991.

## Filmographie

### Directeur de la photographie
- 1963 : La Carrière de Suzanne d'Éric Rohmer
- 1966 : Le Père Noël a les yeux bleus de Jean Eustache
- 1968 : Traquenards de Jean-François Davy
- 1968 : The Wild Racers de Daniel Haller
- 1970 : Paddy de Daniel Haller
- 1971 : The Velvet Vampire de Stephanie Rothman
- 1972 : L'Italien des roses de Charles Matton
- 1973 : Une baleine qui avait mal aux dents de Jacques Bral
- 1973 : Le Dernier Pénitencier (Terminal Island) de Stephanie Rothman
- 1973 : Group Marriage de Stephanie Rothman
- 1973 : The Working Girls de Stephanie Rothman
- 1978 : Les Filles du régiment de Claude Bernard-Aubert
- 1980 : Les Monstres de la mer de Barbara Peeters
- 1980 : Les Mercenaires de l'espace (Battle Beyond the Stars) de Jimmy T. Murakami
- 1981 : Saturday the 14th de Howard R. Cohen
- 1988] : '68 de Steven Kovacs

### Réalisateur
- 1991 : Le Secret de Sarah Tombelaine